# Contea di Mason (Texas)
La contea di Mason in inglese Mason County è una contea dello Stato del Texas, negli Stati Uniti. La popolazione al censimento del 2010 era di 4 012 abitanti. Il capoluogo di contea è Mason. Il suo nome deriva da Fort Mason, che si trovava appunto nella contea.

## Geografia fisica
| Anno | Popolazione | ±%     |
| ---- | ----------- | ------ |
| 1860 | 630         | Note:  |
| 1870 | 678         | 7.6%   |
| 1880 | 2,655       | 291.6% |
| 1890 | 5,180       | 95.1%  |
| 1900 | 5,573       | 7.6%   |
| 1910 | 5,683       | 2.0%   |
| 1920 | 4,824       | −15.1% |
| 1930 | 5,511       | 14.2%  |
| 1940 | 5,378       | −2.4%  |
| 1950 | 4,945       | −8.1%  |
| 1960 | 3,780       | −23.6% |
| 1970 | 3,356       | −11.2% |
| 1980 | 3,683       | 9.7%   |
| 1990 | 3,423       | −7.1%  |
| 2000 | 3,738       | 9.2%   |
| 2010 | 4,012       | 7.3%   |

Secondo l'Ufficio del censimento degli Stati Uniti d'America la contea ha un'area totale di 932 miglia quadrate (2410 km²), di cui 929 miglia quadrate (2410 km²) sono terra, mentre 3,4 miglia quadrate (8,8 km², corrispondenti allo 0,4% del territorio) sono costituiti dall'acqua.

### Strade principali
- U.S. Highway 87
- U.S. Highway 377
- State Highway 29
- State Highway 71

### Contee adiacenti
- McCulloch County (nord)
- San Saba County (nord-est)
- Llano County (est)
- Gillespie County (sud)
- Kimble County (sud-ovest)
- Menard County (ovest)